# Blakea punctulata
Blakea punctulata är en tvåhjärtbladig växtart som först beskrevs av José Jéronimo Triana, och fick sitt nu gällande namn av John Julius Wurdack. Blakea punctulata ingår i släktet Blakea och familjen Melastomataceae. Inga underarter finns listade i Catalogue of Life.